# 大阪金剛簾
大阪金剛簾（おおさかこんごうすだれ）とは、大阪府の富田林市、河内長野市、大阪市で作られていた真竹製のすだれ。別名、「金剛簾」。
主に御翠簾、座敷すだれ等が作られている。
1700年頃に新堂村（現在の富田林市若松町）に武士が竹細工の技術を伝えた。以降、金剛山や葛城山系の麓、石川河岸に自生する真竹を用いて、当地を中心に竹籠作りのかたわら竹簾作りが行われて、一大産業として発展。
明治時代になり製作道具などが改良されて、竹簾作りが盛んになり産地が形成された。

## 沿革
- 1985年7月26日- 「金剛簾」が「大阪の伝統工芸品」に指定[2]。
- 1994年 -「大阪簾工業協同組合」が設立。
- 1996年4月8日- 「大阪金剛簾」が「経済産業大臣指定伝統的工芸品」に指定。